# Heteromunia
Heteromunia is een monotypisch geslacht van zangvogels uit de familie prachtvinken (Estrildidae). De enige soort:
- Heteromunia pectoralis  – Witborstrietvink